# TSMV Shanklin
El TSMV Shanklin fue un transbordador de pasajeros que operó entre Portsmouth y la Isla de Wight entre 1951 y 1980. Renombrado Prince Ivanhoe en 1980, pasó a convertirse en un crucero de recreo en el Canal de Bristol , pero en 1981 se hundió frente a la costa galesa en su primera temporada.

## Hundimiento

Un billete del día en que se hundió el Ivanhoe

El 3 de agosto de 1981, el Prince Ivanhoe inició un viaje de placer que comenzó en Penarth con escalas en Minehead y Mumbles y luego un crucero por la costa de Gower. Cuando salió de Mumbles, llevaba 450 pasajeros a bordo.
Navegó cerca de la costa alrededor de Oxwich Point hacia la bahía de Port Eynon a las 15:35. Al salir de esta bahía chocó contra un objeto sumergido, probablemente rocas o un naufragio, lo que le provocó un corte de 60 pies (18 m) en el casco. Al darse cuenta de que se estaba hundiendo, su capitán, David Neill, navegó aproximadamente una milla (1,6 km) hasta Horton, Swansea, donde quedó varada.
Un helicóptero de rescate aéreo y marítimo de la RAF y botes salvavidas de la RNLI de Horton, Port Eynon y Mumbles acudieron en su ayuda y todos los pasajeros se salvaron, principalmente al ser transportados hasta la costa en botes salvavidas. Un pasajero murió de un ataque cardíaco en la playa después de ser rescatado.
El barco naufragado permaneció en el mismo lugar donde había quedado. Hubo varios intentos de salvamento, con distintos grados de éxito, hasta que finalmente se logró retirar el casco en julio y agosto de 1984.